# 前列腺特异抗原
前列腺特异抗原（英語：Prostate Specific Antigen、PSA），化学式为：C1196H1863O358N325S14，是一種由前列腺分泌，並包含在精液中具有抗原性的酶。血浆前列腺特异抗原浓度升高是提示前列腺癌的敏感监测指标，但不能作为确诊指标。

## 概要
由于前列腺癌不是造成血浆前列腺特异抗原浓度升高的唯一原因；良性前列腺增生以及感染或人为因素也会引起血浆前列腺特异抗原浓度升高。在前列腺特异抗原测定的基础上，进一步细化；以提高前列腺特异抗原对前列腺癌诊断精确度引入以下概念，为临床工作提供数据鉴别：
- f PSA /t PSA：前列腺特异抗原有总前列腺特异抗原（tPSA）、结合前列腺特异抗原（cPSA）、游离前列腺特异抗原（fPSA）之分，tPSA= cPSA+ fPSA ；f PSA /t PSA比值对于鉴别前列腺癌与良性前列腺增生比tPSA精确。
- 前列腺特异抗原密度（PSAD）：即，血浆前列腺特异抗原浓度除以前列腺体积。由于良性前列腺增生是前列腺实质细胞数量增多而造成前列腺体积的增大,常会引起不同程度的血前列腺特异抗原（PSA）浓度升高。有助前列腺癌相与良性前列腺增生症鉴别。[7]

由于前列腺特异抗原测试药盒产自多家；t PSA，尤其是 f PSA /t PSA 、PSAD的正常值以测试实验室提供数据为准。

## 延伸閱讀
- De Angelis, Gabriela; Rittenhouse, Harry G.; Mikolajczyk, Stephen D.; Blair Shamel, L.; Semjonow, Axel. . Reviews in Urology. 2007, 9 (3): 113-123  [2025-03-09]. ISSN 1523-6161. PMC 2002501 . PMID 17934568. （原始内容存档于2025-03-12）.
- Henttu, Pirkko; Vihko, Pirkko. . Annals of Medicine. 1994-01, 26 (3): 157–164  [2025-03-09]. ISSN 0785-3890. PMID 7521173. doi:10.3109/07853899409147884. （原始内容存档于2025-03-12） （英语）.
- Diamandis, Eleftherios P.; Yousef, George M.; Luo, Liu-Ying; Magklara, Angeliki; Obiezu, Christina V.; Diamandis, Eleftherios P.; Yousef, George M.; Luo, Liu-Ying; Magklara, Angeliki; Obiezu, Christina V. . Trends in Endocrinology & Metabolism. 2000-03-01, 11 (2): 54–60  [2025-03-09]. ISSN 1043-2760. PMID 10675891. doi:10.1016/S1043-2760(99)00225-8. （原始内容存档于2024-09-15） （英语）.
- Lilja, Hans. . Urology. 2003-11-01, 62 (5): 27–33  [2025-03-09]. ISSN 0090-4295. PMID 14607215. doi:10.1016/S0090-4295(03)00775-1. （原始内容存档于2024-12-06） （英语）.